# Jean d'Étampes (évêque de Nevers)
Jean d'Étampes, le jeune, mort en 24 décembre 1461, est un prélat français   du XVe siècle. Il est fils de Robert d'Étampes, conseiller de Jean de Berry, et de Jacquette Rolland. Il a pour  frères Jean, évêque de Carcassonne, et Guillaume d'Étampes, évêque de Condom.

## Biographie
Jean d'Étampes est trésorier  et grand-chantre de Bourges, chanoine de Chartres, conseiller du Roi et maître des requêtes. Il est élu évêque de Nevers par le chapitre en 1445, mais le pape Eugène IV nomme de son côté Jean Tronçon au siège de Nevers. Jean Tronçon a la protection du Pape, du comte de Nevers et du duc de Bourgogne. Jean d'Étampes a la confiance de l'archevêque de Sens et du Roi. Il se forme à Nevers et dans le diocèse deux partis. Le roi Charles VII envoie des hommes d'armes à Nevers et plusieurs partisans de Jean de Tronçon sont tués.
Jean d'Étampes résigne son diocèse en 1461 à son neveu Pierre de Fontenay et meurt la même année.